# ウォッ!チャ
『ウォッ!チャ』（ウォッチャ）は、2000年4月1日から2001年9月29日まで、フジテレビ系列（※一部系列局を除く）で放送された情報番組。放送時間は毎週土曜10:00 - 13:00(JST)。
2001年4月7日から番組名を『お台場2★4★8 スーパーウォッ!チャ』（おだいばにいよんはち スーパーウォッチャ）に改題。出演者を一新するなどのリニューアルが行われた。「お台場2★4★8」との語は、フジテレビ本社の住所である「港区台場2丁目4番8号」にちなむ。

## 出演者

### ウォッ!チャ
司会
- 内藤剛志
- 福井謙二（当時フジテレビアナウンサー、『土曜一番!花やしき』より続投）
- 菊間千乃（当時フジテレビアナウンサー）

各種コーナー
- 奥寺健（フジテレビアナウンサー）
- 宇田麻衣子（当時フジテレビアナウンサー）

リポーター
- 奥山英志

### スーパーウォッ!チャ
司会
- 内藤剛志
- 島田彩夏（フジテレビアナウンサー）

コメンテーター
- 伊集院光
- 山田まりや

各種コーナー
- 伊藤利尋（フジテレビアナウンサー）

リポーター
- 奥山英志
- 梅津弥英子（フジテレビアナウンサー）

## コーナー
- 糸井重里が、最近の流行を語るコーナーが月1回放送された。
- デビュー時の氷川きよしをいち早く取り上げたことも。

現場にダッシュ!
- 『ウォッ!チャ』時代に放送され、奥山英志がニュースや話題の現場で調査するコーナーだった。コーナーOPでは『グレートマジンガー』のテーマ曲が使用された。

！？2★4★8
- 『お台場2★4★8 スーパーウォッ!チャ』時代に放送され、「ビックリ・クエスチョン・ニー・ヨン・ハチ」と読む。奥山英志が「レモン200個分のビタミンCとはどれくらいの量か？」など身近な疑問を調べるコーナーだった。

## 『FNNスピーク』の扱い
放送時間途中の11:30 - 11:45に『FNNスピーク』を内包していたが、その冒頭では『ウォッ!チャ』のスタジオと『スピーク』のスタジオの掛け合いがあるため、『ウォッ!チャ』未ネット局では『スピーク』のタイトル部分を地元送出にして対応していた。
- 岡山放送では高松空港など自局の情報カメラ映像をバックに、フジテレビと同一のタイトルCG。ただしOP曲は平日と若干ズレていた（はじめの鐘の音がない）。
- 鹿児島テレビではタイトルCGはフジテレビと同じであったがタイトルとスポンサー表記（ニュース映像の部分）のときにバックは虹色のCGになっていた。

また、『ウォッ!チャ』をネットしていた局でもテレビ新広島は番組を早めに飛び降りて別番組やスポットCMを流していたため、スタジオとの掛け合い部分を放送せず、岡山放送と同様に自局の情報カメラ映像にフジテレビと同一のタイトルCGとテーマ曲のタイトルを流していた（岡山放送と違って音のズレがなく、始めの鐘の音からフルで流れていた）。

## スタッフ
- プロデューサー：時澤正
- ナレーション：古川登志夫、鈴木渢、他
- 構成：小泉せつ子
- 制作：フジテレビ情報生活局

## ネット局
- フジテレビ（制作局）
- 北海道文化放送
- 岩手めんこいテレビ
- 仙台放送
- 福島テレビ
- さくらんぼテレビ
- 長野放送
- テレビ新広島[1]
- テレビ西日本
- テレビ長崎
- テレビ熊本